# Рух "За!"
Рух За! (латис. Kustība Par!) — ліберальна політична партія в Латвії. Вона знаходиться в центрі політичного спектру. Партія утворена в серпні 2017 року. З 2018 по 2022 рік була одним із учасників партійного блоку Розвиток/За!, перш ніж він де-факто розпався.

## Історія
Рух За! не брав участі в парламентських виборах Латвії в 2014 році, але отримав представництво в Сеймі, коли Лоліта Чигане, Інтс Далдеріс, Андрейс Юдінс і Алєксєйс Лоскутовс відійшли від «Єдності» в липні 2017 року, тоді ж Чигане заявила, що політичному спектру Латвії потрібна центристська, проєвропейська партія. У лютому 2018 року депутати Сейму Юдінс і Лоскутовс вийшли з "Руху «За». Далдеріс і Чигане вийшли з партії в квітні 2018 року, внаслідок чого депутатів від цієї партії в парламенті не залишилися.
У червні 2018 року член Європарламенту Артіс Пабрікс (колишній міністр закордонних справ і міністр оборони Латвії) перейшов від Єдності до «Руху За!», таким чином почавши представляти нову партію в Європарламенті. Він продовжує працювати з правоцентристською групою Європейської народної партії. Пабрікс також оголосив, що балотуватиметься на парламентських виборах 2018 року за спільним списком Латвійського розвитку та «Руху За!». Він був кандидатом у прем'єри від «Розвитку/За!» на парламентських виборах 2018 року.

### Парламентські вибори в Латвії, 2018
У березні 2018 року «Рух За!» сформував партійний блок Розвиток/За! з двома невеликими ліберальними та проєвропейськими партіями, Розвитком Латвії (Latvijas attīstībai) та Зростання (Izaugsme), щоб разом брати участь у парламентських виборах у Латвії в жовтні того ж року . Блок був повністю зареєстрований 20 квітня 2018 року Блок посів 4 місце на виборах і приєднався до кабінету Каріньша.
Партію прийняли як повноправного члена Альянсу лібералів і демократів за Європу в жовтні 2019 року

### Місцеві вибори в Латвії 2021 року
У листопаді 2020 року «Рух За!» оголосив, що на місцевих виборах у Латвії 2021 року вперше балотуватиметься своїми окремими списками, зі своєю ідентичністю та програмою, але є ймовірність, що в деяких муніципалітетах «Рух За!» балотуватиметься у спільному списку з партіями Латвійський розвиток і зростання.
Наразі «Рух За!» має 13 територіальних підрозділів — Адажі, Цесіс, Єлгава, Юрмала, Кулдига, Лієпая, Марупе, Огре, Ропажі, Рига, Тукумс, Валміера та Велика Британія. 

## Ідеологія та політика

### Керівництво
Лідером партії від заснування до 2022 року був Даніельс Павлютс, який одночасно був міністром охорони здоров'я та колишнім міністром економіки в Третьому кабінеті Домбровскіса .
З 2017 по 2019 рік до політради партії входило 8 членів: колишній політик Ілзе Вінкеле, депутат Сейму Інтс Далдеріс, політичний аналітик Марія Голубєва, корпоративний юрист Евіта Гоша, економіст Каспар Брішкенс, заступник директора Вентспілської державної гімназії № 1 Оскар Кауленс, підприємець Мартінш . Стакіс і чиновник Міністерства транспорту Андуліс Жідковс .
У червні 2019 року було обрано нову, більшу політраду з 11 членів: Ілзе Вінькеле, депутат Сейму та лідер групи «Розвиток/За!» фракції Марія Голубєва, голова Ризької міської ради Мартіньш Стакіс, депутат Сейму Віта Анда Терауда, парламентський секретар Міністерства охорони навколишнього середовища та регіонального розвитку Даце Блюке, депутат Сейму Мартіньш Штейнс, голова канцелярії Міністерства Здоров'я Владислава Шкеле, підприємець Нормунд Міхайловс, DevOp Едгарс Єкабсонс і підприємець Євгенійс Лур'є.
Після невдалого виступу Розвитку/За! на парламентських виборах 2022 року політрада партії оголосила про відставку, тимчасово залишаючись до позачергового з'їзду партії. Під час позачергового з'їзду 3 грудня 2022 року члени партії проголосували за збільшення кількості співголів до трьох, обравши колишніх депутатів Лайму Гейкіну та Інесе Войку, а також Владиславу Маране, колишню голову апарату міністра охорони здоров'я. Також було обрано новий склад правління.

## Результати виборів

### Парламентські вибори
| Вибори | Лідер партії   | Результати виборів | Результати виборів | Результати виборів | Результати виборів | Результати виборів | Місце | Уряд                 |
| Вибори | Лідер партії   | голосів            | %                  | зміна %            | Місць              | +/–                | Місце | Уряд                 |
| ------ | -------------- | ------------------ | ------------------ | ------------------ | ------------------ | ------------------ | ----- | -------------------- |
| 2018   | Даніель Павлюц | 101,685            | 12.12              | нова               | 6 / 100            | новий              | 4-те  | Перший уряд Каріньша |
| 2022   | Даніель Павлюц | 45,452             | 4,97               | ▼ 7.15             | 0 / 100            | ▼ 0                | 8-ме  | Поза парламентом     |

1. 1 2  Як частина коаліції Development/For! (Par!, LA and Izaugsme)

| Вибори | Голова партії | Результати виборів | Результати виборів | Результати виборів | Результати виборів | Результати виборів | Місце | Фракція Європарламенту |
| Вибори | Голова партії | Голосів            | %                  | ± %                | Місць              | +/–                | Місце | Фракція Європарламенту |
| ------ | ------------- | ------------------ | ------------------ | ------------------ | ------------------ | ------------------ | ----- | ---------------------- |
| 2019   | Ivars Ijabs   | 58,763             | 12.49 (AP!)        | Нова               | 0 / 8              | New                | 4-те  | Оновити Європу         |

1. ↑  Development/For! список виграв одне місце - 1 відійшло до LA